# Safety car

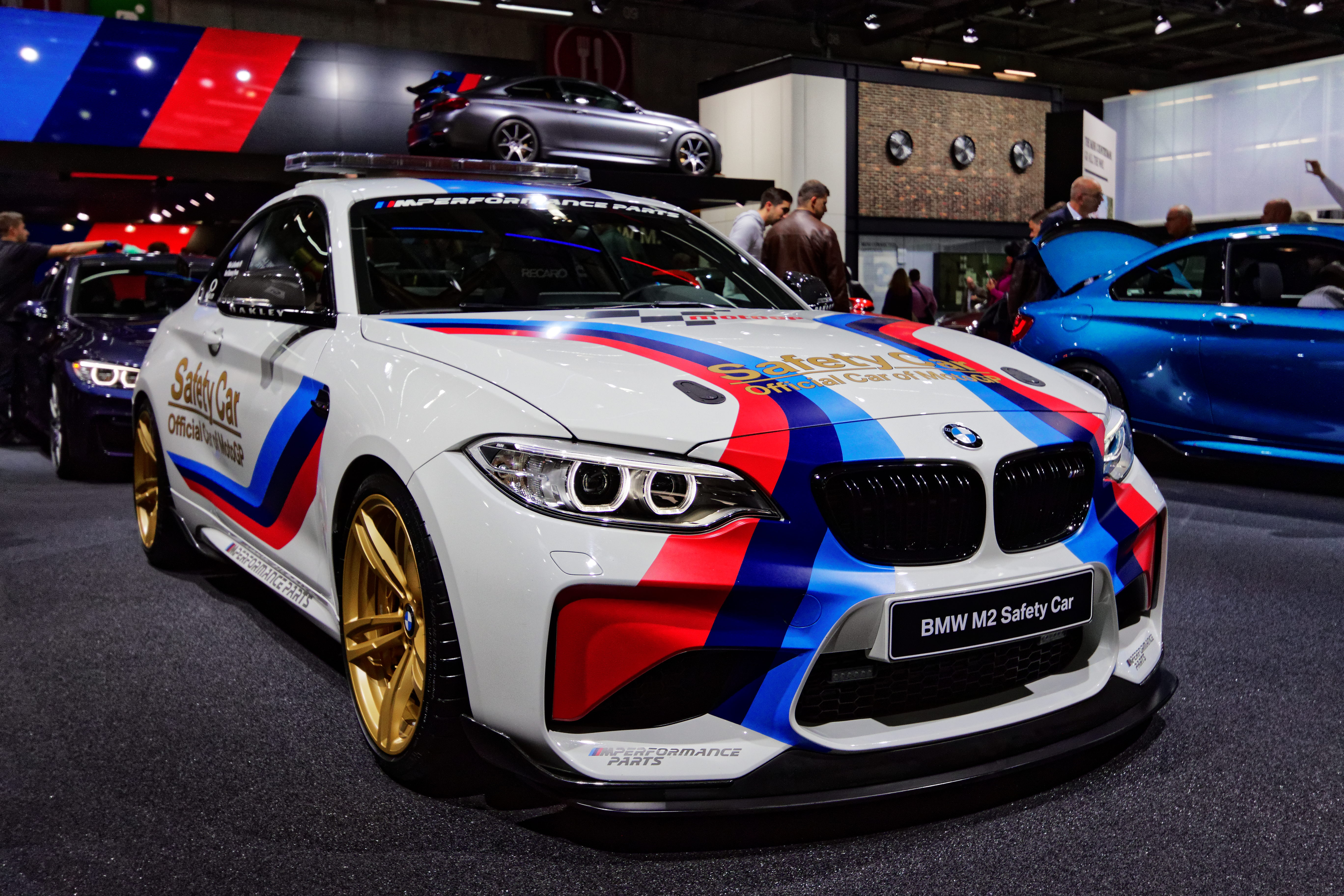
BMW M2 usata nel campionato MotoGP 2016

Nelle competizioni automobilistiche o motociclistiche la safety car o pace car (come viene chiamata in Nordamerica) o anche macchina di sicurezza, è una vettura stradale convenzionale (anche se spesso capace di ottime prestazioni) guidata da un pilota incaricato o direttamente da un membro dell'organizzazione di corsa, che viene utilizzata per raggruppare, rallentare o in altro modo controllare il gruppo delle autovetture o motociclette in gara.

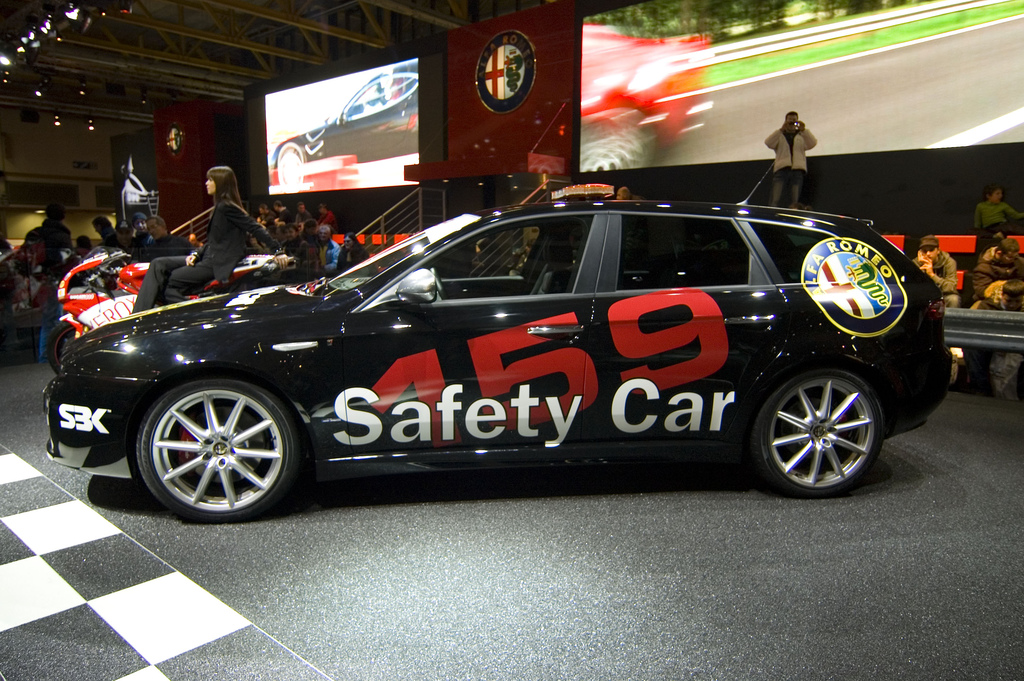
Una Alfa 159 Sportwagon safety car utilizzata in pista nel campionato mondiale Superbike 2007

## Utilizzo
Viene usata soprattutto in caso di incidenti gravi che possono mettere in pericolo l'incolumità dei piloti e dei commissari che devono intervenire, oppure in caso di condizioni meteorologiche particolarmente avverse. È stata introdotta per rendere meno necessario l'uso della bandiera rossa, in quanto la safety car, pur contribuendo ad aumentare la sicurezza sul circuito, consente di non dover necessariamente fermare la gara.

## Lasafety carin Formula 1

### Storia

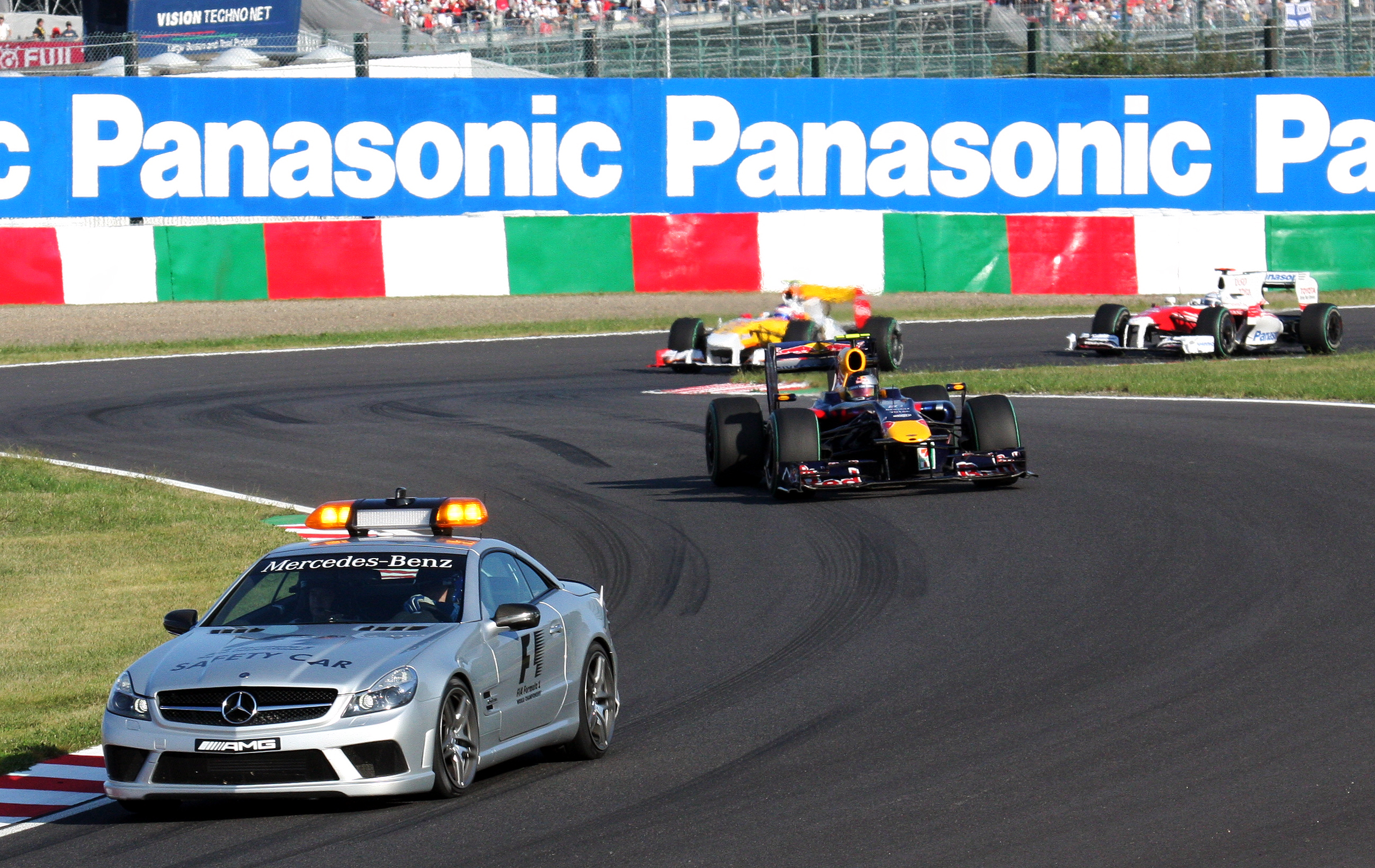
La safety car in azione alla testa del gruppo durante il Gran Premio del Giappone 2009.

La prima safety car debuttò in Formula 1 nella stagione 1973 al Gran Premio del Canada, per rallentare le vetture, consentendo ai commissari di percorso di sgomberare la pista dai detriti; era un'epoca in cui gli incidenti e le morti sui circuiti erano ancora all'ordine del giorno. L'idea venne al pilota Herbert Linge, che con l'aiuto dei vertici Porsche e di Bernie Ecclestone, riuscì a convincere dell'utilità della cosa il circus della F1. La prima safety car nella storia del campionato fu una Porsche 914/6. Nelle prime tre stagioni di utilizzo la safety car recava a bordo anche un medico, e fungeva quindi sia da vettura di servizio che da mezzo di soccorso; le successive richieste di Sid Watkins, all'epoca dottore di riferimento della Formula 1, unite alla scomparsa di Ronnie Peterson durante l'incidente alla partenza del GP d'Italia 1978, accelerarono l'introduzione di una vera e propria medical car per questo specifico compito. A partire dalla stagione 1992 la safety car fu ufficialmente introdotta in pianta stabile per l'utilizzo durante le corse.
Per oltre vent'anni la safety car non è stata una vettura fissa, ma variava a seconda del circuito: tra le tante, ci furono la Lamborghini Countach utilizzata al Gran Premio di Monaco nei primi anni ottanta, la Fiat Tempra in servizio al GP del Brasile 1993, la Opel Vectra usata nel tragico weekend del Gran Premio di San Marino 1994 (in cui perirono Roland Ratzenberger in qualifica e Ayrton Senna in gara), e la Honda Prelude nel GP del Giappone dello stesso anno. tanto che spesso il suo uso fu messo in discussione.
Successivamente, per motivi commerciali, si è deciso di destinare il sistema a uno sponsor (in modo analogo al sistema mono-marca delle gomme). Dalla stagione 2000 la Federazione Internazionale dell'Automobile decise l'introduzione di una serie di vetture, standard per tutti i circuiti della F1: il contratto di fornitura venne stipulato con la Mercedes-Benz, che da allora, attraverso il marchio sportivo Mercedes-AMG, rifornisce con le sue auto tutte le gare del mondiale per dare visibilità ai propri modelli. Dalla stessa data, il pilota ufficiale della safety car è Bernd Mayländer, dopo tre stagioni in cui il ruolo era affidato a Oliver Gavin; Mayländer da allora l'ha guidata in tutte le prove del campionato, tranne nel Gran Premio del Canada 2001 in cui per infortunio è stato sostituito da Marcel Fässler. Dal 2010 al 2014 la safety car utilizzata è stata la Mercedes-Benz SLS AMG, mentre a partire dal 2015 è la Mercedes-Benz AMG GT. Un evento curioso si è verificato nel Gran Premio del Canada 2007, quando la safety car è rientrata una prima volta, ma subito dopo è avvenuto il grave incidente di Kubica: poiché la vettura non era subito pronta a ritornare in pista, i commissari hanno dovuto utilizzare inizialmente una Honda Civic di servizio del circuito per qualche giro. 
A partire dalla stagione 2021 di Formula 1, oltre che dalla Mercedes, la safety car viene fornita anche dalla casa automobilistica inglese Aston Martin. Nello specifico, la vettura utilizzata è l'Aston Martin Vantage. Il pilota della safety car rimane comunque Bernd Mayländer per entrambe le vetture.

### Regolamento e utilizzo

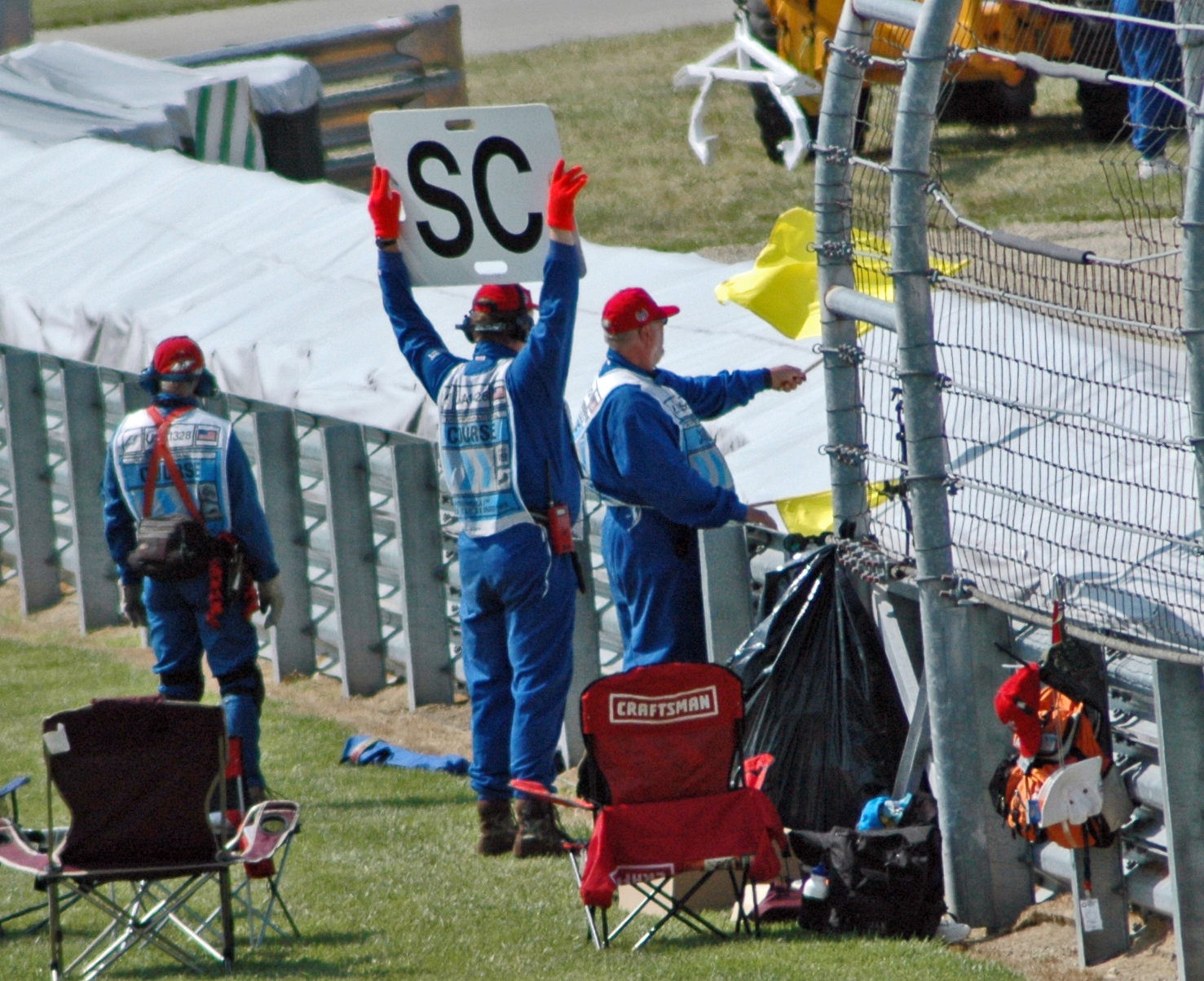
Due commissari di pista segnalano la bandiera gialla e un cartello con la sigla "SC", che indica l'entrata in pista della safety car in occasione di un incidente.

#### Neutralizzazione della gara
In Formula 1 questa innovazione è stata introdotta per consentire ai commissari di gara di liberare la pista in situazioni che nel passato avrebbero richiesto una interruzione e ripartenza della competizione. Ecco perché è stata ribattezzata safety car ("auto di sicurezza"), a sottolineare l'uso in caso di necessità. Eccezionalmente la vettura di sicurezza può essere utilizzata anche per neutralizzare una gara nel caso di pioggia forte. Spesso questa particolare situazione ha modificato l'esito delle gare di F1, in quanto essa annulla i distacchi registrati prima del suo ingresso in pista, e dunque permette agli inseguitori di ridurre o addirittura annullare lo svantaggio nei confronti dei piloti che li precedono. Per questo motivo, le squadre sono solite elaborare le loro strategie di gara con riferimento alle probabilità d'ingresso della vettura di sicurezza.
Quando viene chiamata a intervenire, la safety car entra in pista uscendo dalla pit lane con le sue luci arancioni accese; da questo momento i sorpassi sono vietati. Tutte le macchine devono rallentare e accodarsi alla safety car e devono mantenersi a una distanza massima dalla macchina davanti pari alla lunghezza di 10 vetture (5 vetture fino al 2007), al fine di mantenere il gruppo compatto. Durante tutto il periodo di permanenza in pista i commissari di percorso espongono un cartello indicante "SC" insieme alle bandiere gialle.
In caso di necessità, come ad esempio a causa di un incidente nella zona della griglia di partenza, alla safety car può essere richiesto di percorrere la pit lane: in questo caso tutti i piloti devono seguire la vettura di sicurezza e attraversare la corsia dei box dietro di essa; la sosta al proprio box è consentita (nelle stagioni 2007 e 2008 era vietata fino a quando non veniva inviato il messaggio di corsia box aperta).

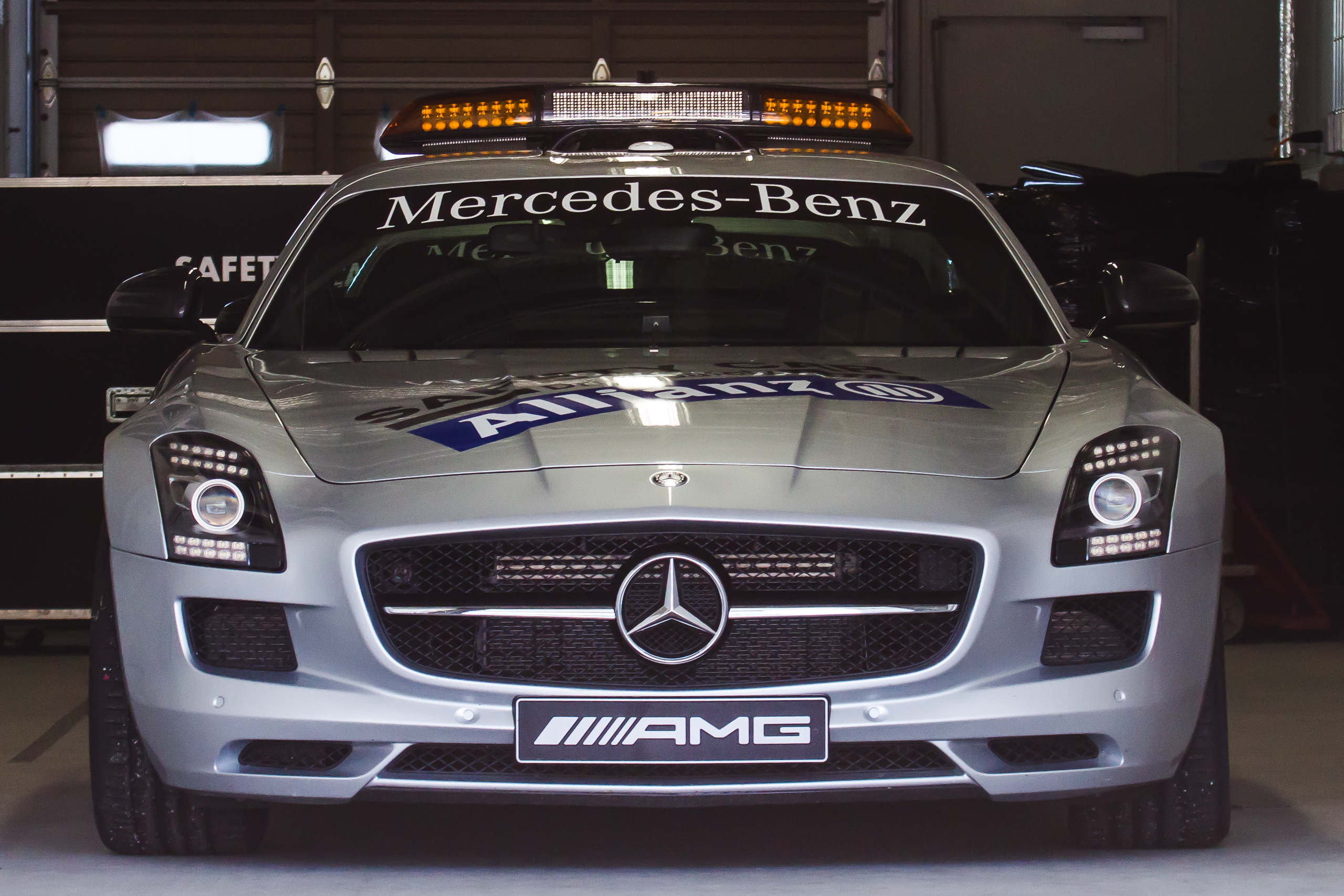
Mercedes-Benz SLS in versione safety car per la F1 al Gran Premio del Giappone 2012

Nel caso in cui, per qualsiasi motivo, la safety car entrasse in pista davanti a un pilota diverso dal leader della gara, tutte le macchine che si trovano tra la vettura di sicurezza e il primo, indipendentemente se a pieni giri o doppiate, devono essere fatte passare. Quando il direttore di gara dà l'autorizzazione per effettuare questa procedura, la safety car accende le sue luci verdi per segnalare ai piloti interessati di effettuare il sorpasso; essi dovranno effettuare dei giri di pista a velocità ridotta fino ad accodarsi al gruppo. Prima di poter far ripartire la corsa è obbligatorio completare questa procedura ed attendere che tutte le vetture si siano incolonnate dietro la safety car.
Fino al 2010, quando la safety car e le macchine dietro incolonnate transitavano nel tratto di pista in corrispondenza della corsia di uscita dalla pit lane (pit exit road), il semaforo posto alla fine della corsia box diventava rosso, obbligando i piloti che in quel momento si trovavano nella pit lane ad attendere il semaforo verde per poter uscire ed accodarsi al gruppo; chi usciva dalla corsia box con il semaforo rosso veniva squalificato.
Dal 2011 i piloti possono entrare nella pit lane durante il regime di safety car solo se devono effettuare un cambio gomme, quindi non è consentito attraversare la corsia dei box senza effettuare una sosta per sostituire gli pneumatici (ad eccezione del caso in cui alla safety car è stato richiesto di percorrere la pit lane). Questa regola è stata introdotta per evitare che un pilota possa ottenere un vantaggio percorrendo la pit lane senza fermarsi al proprio box per sorpassare le vetture rimaste in pista dietro alla safety car. 
Quando, dopo aver completato tutte le procedure, il direttore di gara ritiene sicuro far rientrare la safety car nella pit lane e quindi far ripartire la corsa, egli comunica che la safety car rientrerà nella corsia dei box al termine di quel giro, inviando il messaggio "SAFETY CAR IN THIS LAP". A questo punto la safety car spegne le sue luci arancioni per segnalare ai piloti che in pochi momenti si tornerà a correre regolarmente. Il leader della gara ha la responsabilità di gestire la ripartenza della corsa in sicurezza, infatti ha il compito di dettare il ritmo per ripartire; dal momento in cui la safety car spegne le luci, tutti i piloti (compreso il primo) non devono fare frenate o accelerazioni improvvise, né qualsiasi altra manovra che possa mettere in pericolo gli altri o impedire il riavvio della corsa e, perciò sono obbligati a rimanere completamente dietro alla vettura che li precede, o seguire una traiettoria differente, ma senza possibilità di affiancarsi con nessuna parte della propria monoposto a quella davanti. Fino al 2009 i piloti potevano ricominciare a sorpassare dopo aver attraversato la linea del traguardo; tra il 2010 e il 2018 i sorpassi erano consentiti dopo aver oltrepassato la linea di ingresso ai box (safety car line 1); dal 2019 è stata ripristinata la regola originale che permette i sorpassi solo dopo aver attraversato il traguardo. I giri effettuati dietro alla safety car contano come giri percorsi normalmente all'interno della gara; anche il tempo continua a scorrere.
Nel 2007 le regole riguardanti la safety car furono radicalmente cambiate. All'entrata in pista della vettura di sicurezza, i piloti non potevano più rientrare ai box per fare rifornimento (il cambio dei soli pneumatici rimaneva teoricamente consentito): questa regola fu adottata perché negli anni precedenti si assisteva a un "assalto" ai box da parte delle vetture in queste occasioni, poiché ciò risultava molto vantaggioso ai fini della strategia, e quindi i piloti per rientrarvi il più velocemente possibile tenevano andature elevate lungo il tracciato, creando potenzialmente ulteriori pericoli nella zona dell'incidente. A coloro che entravano ai box ignorando questa regola veniva attribuita la penalità dello stop & go. La corsia dei box rimaneva chiusa fino a quando tutte le vetture non si erano allineate dietro la safety car. Quando tutto il gruppo era stato ricompattato, la direzione gara inviava il messaggio "PIT LANE OPEN" e da quel momento la corsia dei box veniva riaperta, consentendo di effettuare il pit stop senza incorrere in penalità. Un'ulteriore novità fu la procedura da eseguire prima della ripartenza della corsa nel caso in cui ci fossero stati dei piloti doppiati: quando ritenuto sicuro dal direttore di gara, la safety car lasciava passare tutti i piloti doppiati, che dovevano percorrere dei giri a velocità ridotta fino ad accodarsi al gruppo; dal 2008 questa procedura non era più obbligatoria, infatti se il direttore di gara non la riteneva sicura poteva decidere di non effettuarla. Queste nuove regole diminuirono il caos che occorreva negli anni precedenti, a scapito però dei tempi di permanenza in pista della safety car: infatti con le nuove disposizioni servivano più giri in pista da parte della vettura di sicurezza per eseguire tutta la procedura necessaria.
Nel 2009 fu di nuovo possibile effettuare il rifornimento durante tutto il periodo di permanenza in pista della safety car, senza che fosse necessario attendere il messaggio di corsia box aperta. A partire da questa stagione, l'unica limitazione imposta è un tempo minimo che deve essere rispettato durante il primo giro di intervento della vettura di sicurezza: a ogni pilota viene comunicato attraverso il display presente sulla vettura il cosiddetto delta time, ovvero la differenza tra il tempo che egli sta impiegando per percorrere il giro di pista e il tempo minimo imposto (questa differenza è calcolata dalla centralina FIA installata su ogni monoposto); il pilota ha l'obbligo di mantenere il suo delta time positivo, ovvero percorrere la pista con un tempo superiore a quello da rispettare, fino a quando non attraversa la linea di ingresso ai box (safety car line 1). A partire dal 2011, il tempo minimo deve essere rispettato per due giri, al fine di rallentare maggiormente le vetture, in attesa che arrivino ad accodarsi alla safety car.

Nel 2010 e nel 2011 la vettura di sicurezza non lasciava più passare i doppiati prima di far riprendere la corsa, ma ricompattava solo il gruppo. Dalla stagione 2012 questa procedura viene nuovamente effettuata, rimanendo comunque non obbligatoria, però a partire dal 2015 non è più necessario attendere che i doppiati si siano riaccodati al gruppo per far ripartire la gara. 

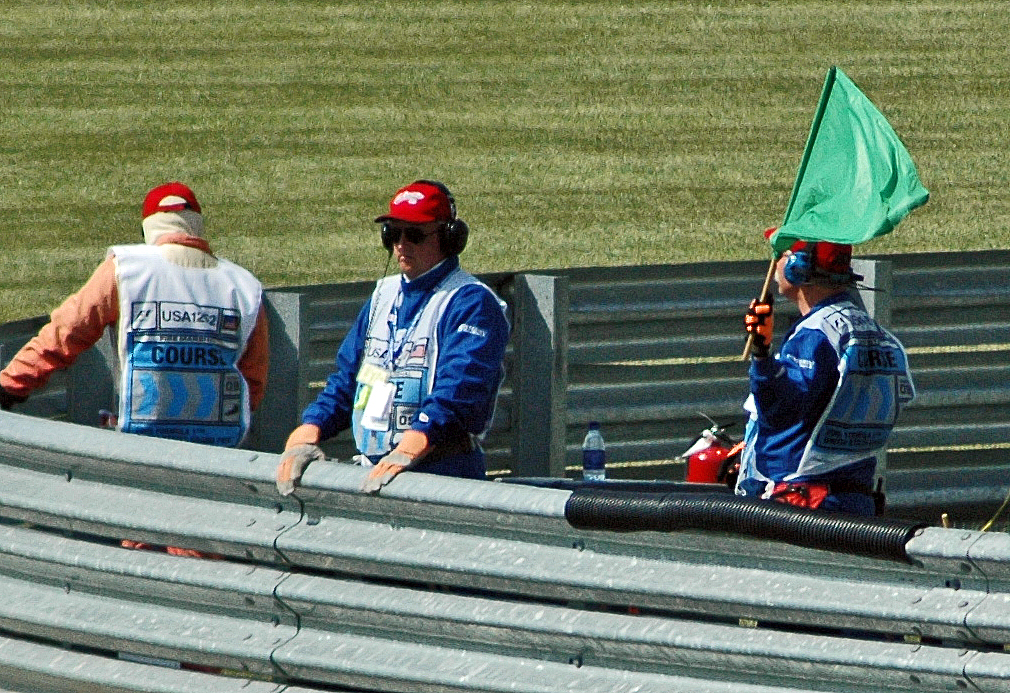
La bandiera verde segnala il termine del periodo in cui la safety car è sul circuito. La pista è sgombra e i piloti possono ripartire.

#### Partenza e arrivo dietro allasafety car
Se necessario, una gara o una Sprint possono iniziare o terminare in regime di safety car. 

##### Partenza dietro lasafety car
La partenza dietro la safety car avviene se ci sono condizioni meteo sfavorevoli, come un forte acquazzone prima della partenza. Fino al 2016 la procedura seguita era la seguente: il giro di formazione non veniva effettuato e la gara iniziava in regime di safety car quando le luci del semaforo diventavano verdi; tutte le macchine partivano dalla griglia di partenza seguendo la vettura di sicurezza, la quale rimaneva in pista fino a quando il direttore di gara non riteneva le condizioni del tracciato idonee per correre. Questa procedura è stata utilizzata dodici volte in Formula 1: nel 1997 e nel 2000 in Belgio, nel 2003 in Brasile, nel 2007 in Giappone sul Circuito del Fuji, nel 2008 in Italia, nel 2009, in Cina, nel 2010 in Corea, nel 2011 in Canada, nel 2014 in Giappone e infine nel 2016 a Monaco, in Gran Bretagna e in Brasile. 
Dal 2017 la procedura di partenza dietro la safety car in caso di condizioni della pista proibitive è stata modificata: le monoposto effettueranno uno o più giri di formazione dietro la vettura di sicurezza, finché le condizioni della pista non permettono una partenza: tale partenza sarà da fermo (Standing Start), oppure, se ciò non fosse ritenuto sicuro, sarà lanciata (Rolling Start). In entrambi i casi i giri di formazione dietro la safety car non contano come giri di gara (quindi la gara non si considera iniziata) e perciò il numero di giri da percorrere nella gara viene ridotto del totale dei giri percorsi dietro la safety car meno uno (quello di formazione originariamente previsto). Nel caso le condizioni della pista non permettano una partenza (da fermo o lanciata), l'intera procedura viene sospesa e si procede con una ripartenza da effettuarsi con la stessa procedura prevista nel caso di una sospensione della gara. Nei casi descritti, la durata massima della corsa (2 ore per la gara e 1 ora per la Sprint) comincia a essere calcolata da quando viene effettuata la partenza (nel caso di partenza lanciata la corsa si considera iniziata quando il leader taglia il traguardo al termine del giro in cui la safety car è rientrata ai box), mentre la durata massima dell'evento comprensiva dei periodi di sospensione (per la gara: dal 2012 al 2020 4 ore, dal 2021 3 ore; per la Sprint: 90 minuti) comincia ad essere calcolata dal momento in cui si accendono le luci verdi sul semaforo di partenza per segnalare l'inizio del giro di formazione della Sprint o della gara dietro alla vettura di sicurezza. La procedura di partenza secondo le nuove norme è stata applicata sette volte, ma in alcuni casi è stata sospesa e quindi non si è conclusa con l'effettuazione di una partenza (da fermo o lanciata), in quanto le condizioni del tracciato non erano migliorate. La nuova procedura è stata applicata una volta nel 2019 in Germania (partenza da fermo), una nel 2021 in Belgio (procedura sospesa), una nel 2022 a Monaco (procedura sospesa), una nel 2023 nella Sprint del Gran Premio del Belgio (partenza lanciata) e tre volte nel 2025, nella Sprint del Gran Premio di Miami (procedura sospesa), in Gran Bretagna (partenza da fermo) e in Belgio (procedura sospesa).

##### Termine della corsa in regime disafety car
Il termine della gara o della Sprint in regime di safety car avviene generalmente quando si verifica un incidente negli ultimi giri. Nel caso in cui la corsa si concluda in regime di safety car, la vettura di sicurezza rientra alla fine dell'ultimo giro nella corsia box, mentre le auto transitano sulla linea del traguardo terminando quindi la gara. In questo caso, nel tratto di pista compreso tra la linea di ingresso ai box (safety car line 1) e il traguardo i sorpassi sono stati sempre vietati, anche nel periodo in cui erano permessi durante le ripartenze; quest'ultimo aspetto rimase controverso fino al Gran Premio di Monaco 2010, quando Michael Schumacher superò Fernando Alonso all'ingresso dell'ultima curva, vedendosi però poi attribuita una penalità di tempo nella classifica finale. Il termine della corsa in regime di safety car è accaduto dodici volte in Formula 1: nel 1999 in Canada, due volte nel 2009, in Australia ed in Italia, una volta nel 2010 a Monaco, una nel 2012 in Brasile, una nel 2014 in Canada, una nel 2015 in Cina, una nel 2019 in Bahrein, una nel 2020 sempre in Bahrein, una nel 2022 in Italia e due volte nel 2025, nella Sprint del Gran Premio di Miami ed in Canada. 
Una situazione particolare si è verificata nel Gran Premio d'Australia 2023, durante il quale la gara è stata sospesa nel corso del penultimo giro, a causa di numerosi incidenti alla ripartenza dopo una precedente bandiera rossa, ed è stata fatta riprendere dietro alla safety car per terminare il giro rimanente e quindi completare l'intera distanza di gara; la vettura di sicurezza è quindi rientrata nella pit lane al termine di quel giro e le monoposto hanno tagliato il traguardo senza potersi sorpassare. Nonostante, di fatto, la gara sia terminata in regime di safety car, non è tecnicamente classificabile come tale, in quanto la procedura che è stata seguita è quella di ripartenza dopo una sospensione, nel caso specifico si è trattato di una ripartenza lanciata. 
In cinque occasioni la gara è stata sospesa con la bandiera rossa con la safety car in pista ed è stata dichiarata terminata: questo è accaduto nel 1997 in Canada, nel 2003 in Brasile, nel 2009 in Malesia, nel 2014 in Giappone e nel 2021 in Belgio. 

#### Ripartenza dopo una sospensione
Dal 2005 la safety car viene impiegata per riprendere la corsa dopo un periodo di sospensione causato da una bandiera rossa e dal 2017 è utilizzata anche per ripartire dopo che la procedura di partenza è stata sospesa. In entrambi i casi la procedura seguita è la medesima: la safety car si posiziona davanti alle vetture, le quali fino al 2014 si dovevano schierare sulla griglia di partenza, mentre dal 2015 sono incolonnate nella pit lane; a questo punto la vettura di sicurezza inizia un giro di pista seguita da tutte le monoposto e rientra nella corsia dei box al termine di quello stesso giro (tranne nel caso in cui il direttore di gara ritenga necessario percorrere più giri) e, fino al 2017, la gara riprendeva con una ripartenza lanciata, mentre dal 2018 la gara riprende con una ripartenza da fermo (Standing Start), oppure, se le condizioni del tracciato non sono ritenute idonee, con una lanciata (Rolling Start). A partire dal 2018, questa procedura può essere sospesa nel caso in cui, dopo uno o più giri dietro la safety car, le condizioni della pista non consentono una ripartenza (da fermo o lanciata); in questo caso tutte le vetture devono ritornare nella pit lane e l'intera procedura verrà ripetuta, se possibile, quando il tracciato sarà migliorato. La gara si considera ripresa (o iniziata, nel caso di ripartenza dopo che procedura di partenza era stata sospesa) quando il semaforo diventa verde e la safety car inizia il giro di pista davanti alle monoposto. Tutti i giri percorsi durante questa procedura sono conteggiati come giri di gara.
A partire dal Gran Premio d'Italia 2023, la procedura da seguire nel caso in cui la direzione gara scelga di riprendere la corsa con una ripartenza da fermo (Standing Start) è stata modificata ed il direttore di gara ha adesso la possibilità di scegliere tra due procedure: far rimanere la safety car nella pit lane, con i piloti che escono dalla corsia dei box da soli, completano il giro di pista e si schierano sulla griglia, oppure far percorrere alla safety car uno o più giri di pista seguita da tutti i piloti e poi farla rientrare nella pit lane e far schierare le vetture sulla griglia di partenza.

### Statistiche e record
- Il controverso Gran Premio del Belgio 2021 rappresenta ad oggi l'unica gara della storia della Formula 1 corsa interamente dietro la safety car: a causa della forte pioggia, inizialmente sono stati effettuati due giri di formazione dietro la vettura di sicurezza (che non contano come giri di gara), per poi sospendere la procedura di partenza; dopo il periodo di sospensione, si è proceduto con la ripartenza dalla pit lane dietro la safety car (da questo momento in poi, secondo quanto stabilito dal regolamento, la gara si considera iniziata) e le monoposto sono rimaste in pista dietro alla vettura di sicurezza per 3 giri, nell'ultimo dei quali la corsa è stata nuovamente sospesa e quindi le macchine sono rientrate nella corsia dei box, in quanto le condizioni della pista non erano migliorate e quindi non era possibile procedere nemmeno con una ripartenza lanciata; dopo alcuni minuti la gara è stata dichiarata conclusa.
- Il Gran Premio del Canada 2011 è la gara con il maggior numero di interventi della safety car, sei, di cui quattro neutralizzazioni, una procedura di partenza e una ripartenza dopo la bandiera rossa.
- Il più lungo intervento della safety car si è verificato nel Gran Premio del Giappone 2007, il quale è partito in regime di safety car e la vettura di sicurezza è rimasta in pista per i primi 19 giri.
- In ciascuna delle prime 14 edizioni del Gran Premio di Singapore si è verificato almeno un intervento della safety car.

### Vetture
- 1973: Porsche 914/6 (Gran Premio del Canada)
- 1981-1983: Lamborghini Countach (Gran Premio di Monaco)
- 1993: Ford Escort RS Cosworth (Gran Premio di Gran Bretagna), Fiat Tempra 2.0 (Gran Premio del Brasile)
- 1994: Opel Vectra (Gran Premio di San Marino), Honda Prelude (Gran Premio del Giappone)
- 1995: Porsche 911 GT2 (Gran Premio del Belgio), Lamborghini Diablo (Gran Premio del Canada), Tatra 613 (Gran Premio d'Ungheria)
- 1996: Renault Clio (Gran Premio d'Argentina), Mercedes-Benz C36 AMG (Gran Premio del Belgio)
- 1997-1998-1999: Mercedes-Benz CLK 55 AMG (C208)
- 2000: Mercedes-Benz CL 55 AMG
- 2001-2002: Mercedes-Benz SL 55 AMG
- 2003: Mercedes-Benz CLK 55 AMG (C209)
- 2004-2005: Mercedes-Benz SLK 55 AMG
- 2006-2007: Mercedes-Benz CLK 63 AMG
- 2008-2009: Mercedes-Benz SL63 AMG
- 2010-2011-2012 : Mercedes-Benz SLS AMG
- 2012-2013-2014: Mercedes-Benz SLS AMG GT
- 2015-2016-2017: Mercedes-AMG GT S
- 2018-2020: Mercedes-AMG GT R
- 2021: Mercedes-AMG GT R, Aston Martin Vantage
- dal 2022: Mercedes-AMG GT Black Series, Aston Martin Vantage

### Piloti
- 1973: Eppie Wietzes (Porsche 914/6, Gran Premio del Canada)
- 1994: Max Angelelli (Opel Vectra, Gran Premio di San Marino)
- 1997-1999: Oliver Gavin
- 2000-presente: Bernd Mayländer, Richard Darker (copilota)
- 2001: Marcel Fässler (Gran Premio del Canada in sostituzione di Bernd Mayländer infortunato)

## Lapace carnelle competizioni nordamericane

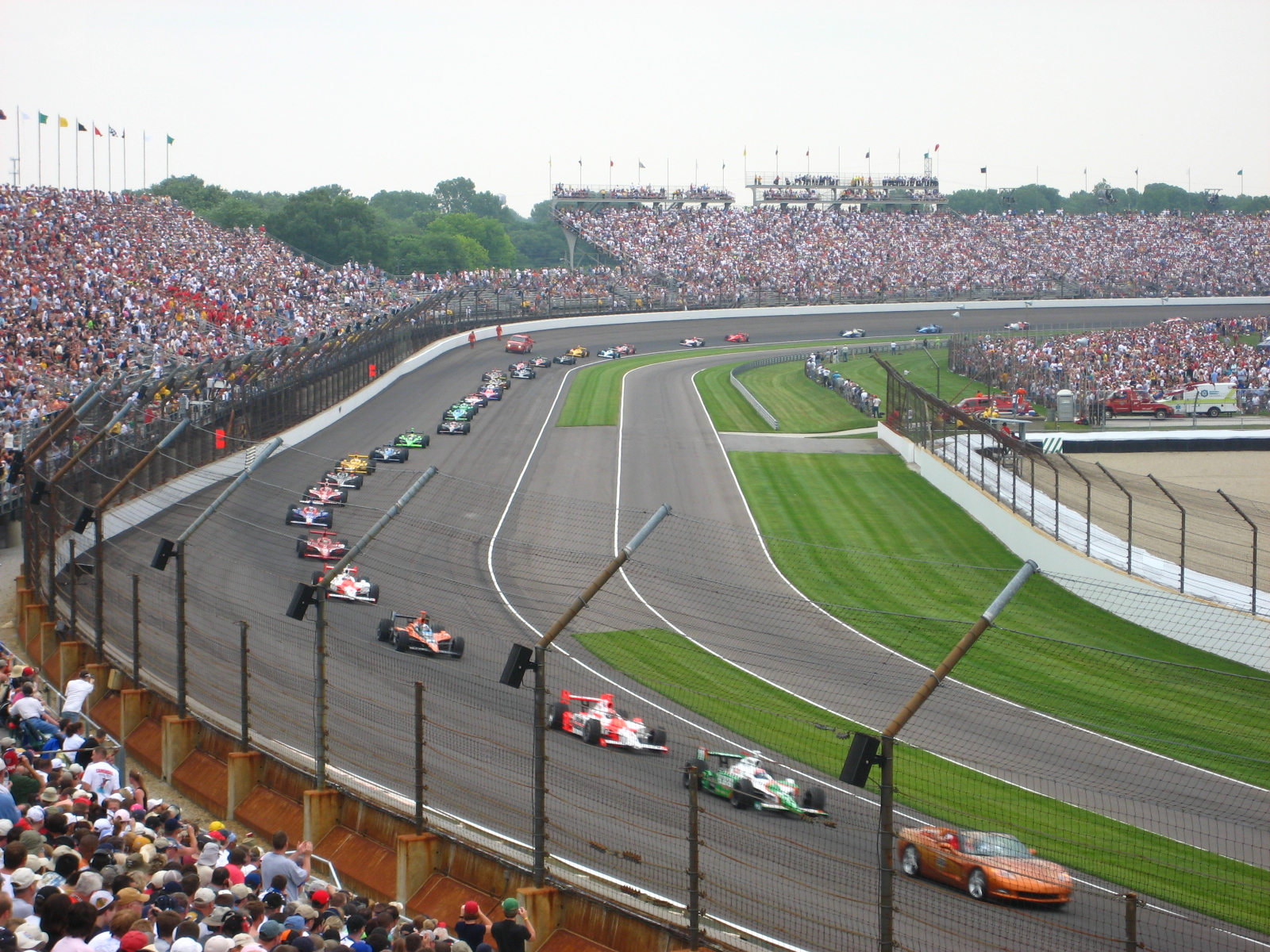
La pace car guida il gruppo dopo un incidente alla 500 Miglia di Indianapolis 2007

La pace car ("auto che dà il passo" in inglese) è da molti anni presente nelle competizioni nordamericane come la 500 Miglia di Indianapolis dove la partenza si effettua a vetture lanciate e affiancate, e dove ogni incidente in pista (anche minore) vede un raggruppamento delle vetture. Ad Indy la pace car è fornita da Chevrolet ed è spesso guidata da un VIP. Nelle serie americane la fornitura della pace car è considerata un'importante occasione promozionale per le case automobilistiche.
Nel campionato NASCAR, la pace car guida il gruppo prima della partenza, con giri via via sempre più veloci prima dell'inizio della gara (da qui il "passo" che le dà il nome), e ogni volta che vengono esposte le bandiere gialle. Se si verifica un incidente o una vettura si ferma, anche se la pista non è parzialmente ostruita, le auto devono accodarsi a essa; non esiste quindi la possibilità di avere solo un tratto di pista in regime di bandiera gialla (come invece accade in Formula 1).